# Fools in Love

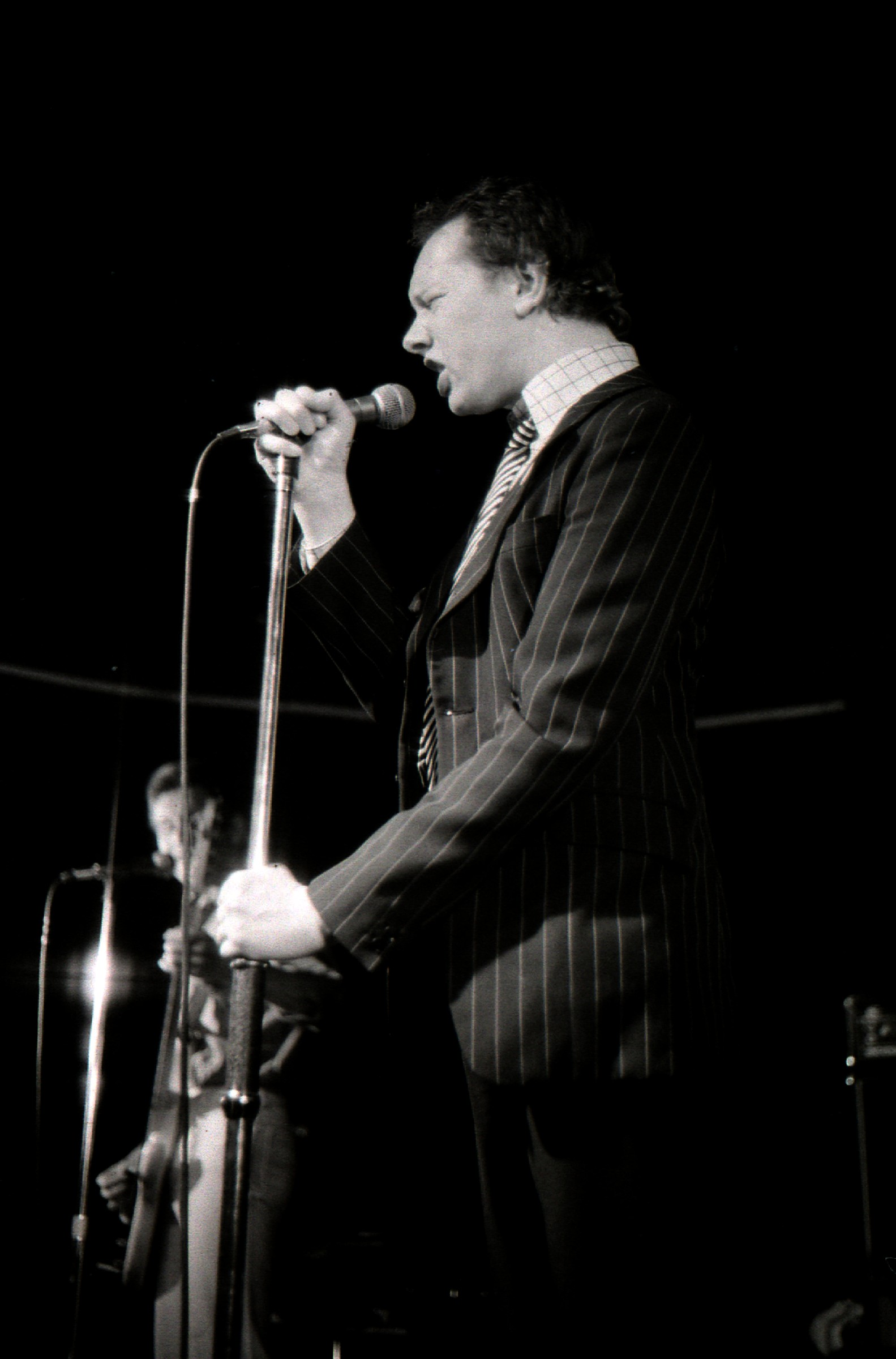
Joe Jackson (1979)

Fools in Love (Verliebte Trottel) ist ein Lied des britischen Musikers Joe Jackson. Es wurde 1979 auf seinem Debütalbum Look Sharp! veröffentlicht. Der Song wurde geschrieben, als Jackson noch bei der Band Koffee & Kream war; er hat einen bissigen Text und stilistische Elemente von Reggae und New Wave.
Der Song wurde in den Niederlanden als Single veröffentlicht, war aber kein Charterfolg.

## Hintergrund
Fools in Love wurde von Joe Jackson geschrieben, bevor er die Joe Jackson Band gründete. Zu dieser Zeit war er Mitglied der Band Koffee & Kream, deren Musik er als „schnulzig“ bezeichnete. Wie er sich in seiner Autobiografie erinnert, schrieb er Fools in Love als „Rebellion“ gegen die Musik der damaligen Band und bezeichnete den Song als Beispiel für seinen neuen Stil.

„Zu einer schleppenden Reggae-Bassline, von der ich hoffte, dass sie ein wenig unheimlich war, katalogisierte ich all die kranken und verblendeten Dinge, die sich Liebende gegenseitig antaten, beendete aber jeden Refrain mit einer Wendung: „Ich sollte es wissen, denn dieser Trottel ist wieder verliebt“. Ich war nicht verliebt, aber die Gegenüberstellung von Romantik und Zynismus passte hervorragend zu meinem neuen Stil.“

## Veröffentlichung
Fools in Love wurde 1979 auf Look Sharp! veröffentlicht. Der Song wurde im Juni 1979 in den Niederlanden als dritte Single aus dem Album veröffentlicht, anstelle der dritten Single One More Time in Großbritannien. Die B-Seite der Single war Throw It Away, ein weiterer Song aus dem Look Sharp!-Album. Die Single kam nicht in die Charts.
Steve Huey von AllMusic lobte die „beißenden, aber charmanten Witzeleien“ des Songs.

## Live
Fools in Love wurde von Jackson oft aufgeführt. Bei einer Live-Performance im Rockpalast 1980 beschrieb Jackson den Song als einen, den „die Leute gerne live hören“. Diese Version erschien später auf Live at Rockpalast.

## Coverversionen
Der Song wurde mehrfach gecovert, so 1983 von Rita Coolidge, 1992 von Sister Phumi, 2003 von Curtis Stigers, 2005 von Inara George, 2009 von Mar Karan und 2013 von Gia Mora.